# Clemens Weisker

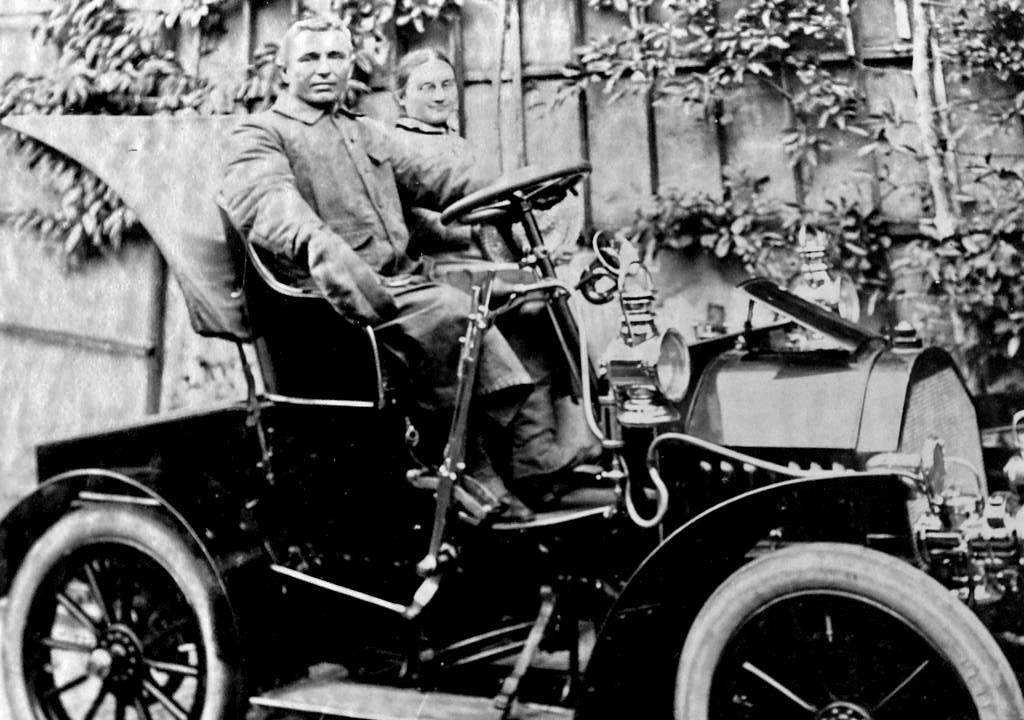
Clemens H. Weisker mit seiner Frau Marie, geb. Piegler in Gera-Untermhaus (1906)

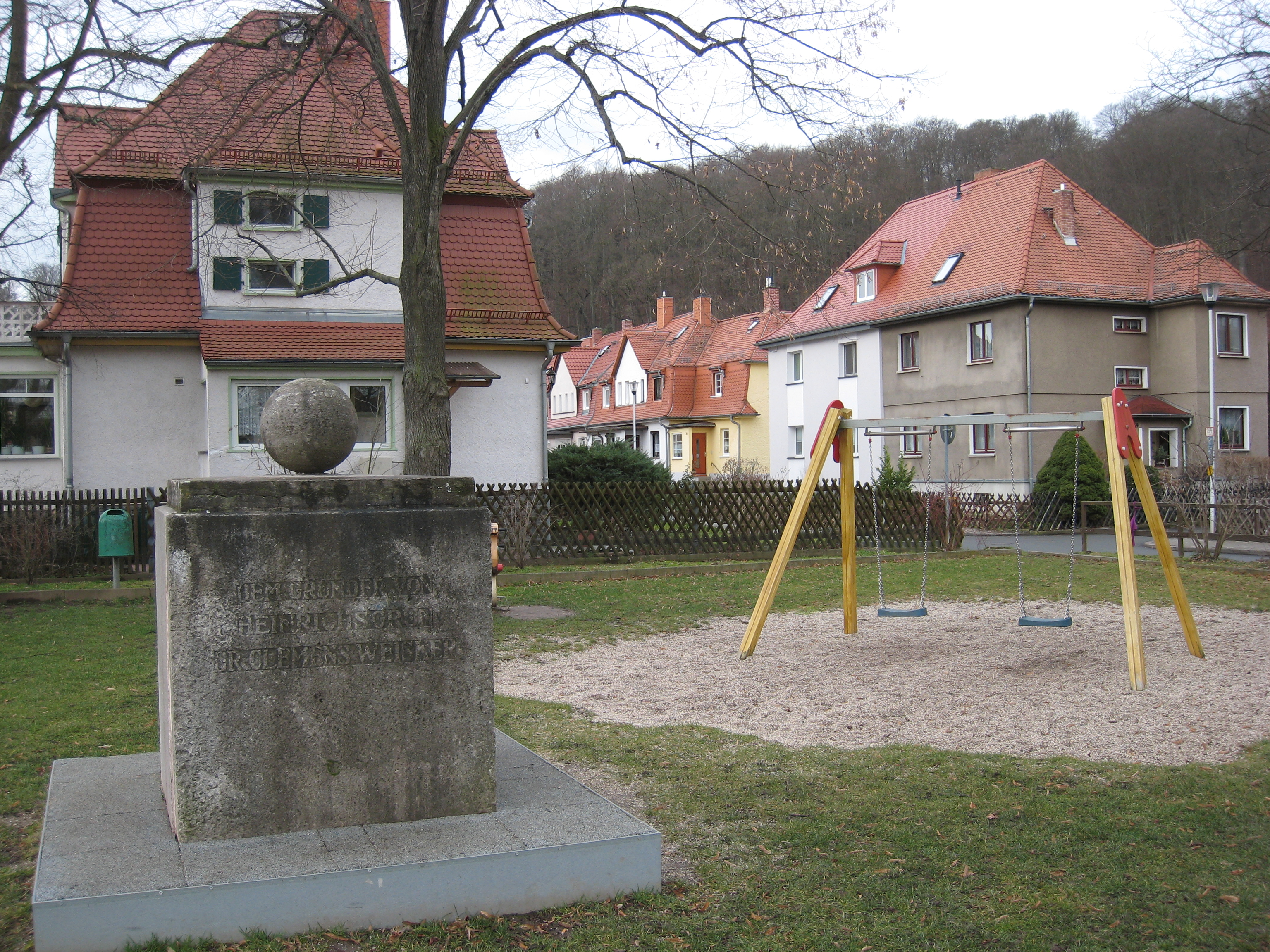
Denkmal für Weisker in Gera, Lortzingstraße

Clemens Hermann Weisker (* 11. Mai 1863 in Schleiz; † 4. Dezember 1919 in Stadtroda) war ein deutscher Praktischer Arzt und engagierter Sozialpolitiker in Untermhaus (ab 1919 Stadtteil von Gera) sowie Abgeordneter im Landtag des Fürstentums Reuß jüngerer Linie.

## Biographie
Geboren wurde Weisker als ältester Sohn des Hofkonditors Heinrich Julius Weisker (1833–1892) und seiner Frau Emmeline Jacobine, geb. Gräf (1839–1905). Er hatte noch drei weitere Geschwister. Seine Schwester Auguste Thekla Laura heiratete Dr. G.H. Schlick, den Sohn des Landtagsabgeordneten Georg Schlick. Die Schwester seines Großvaters heiratete Ferdinand Bretschneider. Mit 20 Jahren schrieb er sich zum Medizinstudium an der Universität Leipzig ein. Er studierte dort über vier Jahre, zwischenzeitlich auch an der Universität Freiburg im Breisgau, und absolvierte während des Studiums Assistenztätigkeiten an verschiedenen Leipziger Universitäts- und Privatkliniken.
1887/88 folgte seine Promotion bei Felix Birch-Hirschfeld. Im gleichen Jahr ließ er sich auf Empfehlung von Karl Theodor Liebe, mit welchem er indirekt verwandt war, in Gera als Arzt nieder. Es folgten im nächsten Jahr Auseinandersetzungen mit dem Geraer Ärzteverein, sodass er ins benachbarte Untermhaus, damals noch eigenständige Ortschaft, ging. Am 11. August 1891 heiratete er Adelheid Henriette Marie Piegler (* 6. Mai 1869 in Schleiz; † 22. Juli 1945 in Gera), die Tochter des Schleizer Metallwarenfabrikanten Richard Piegler und eine Enkelin des Schleizer Fabrikanten Heinrich Gottfried Piegler; die beiden hatten zusammen vier Kinder.
Durch die unhaltbaren Zustände in den Krankenhäusern veranlasst, formulierte er 1894 eine Denkschrift an das Fürstliche Landratsamt, die auch statistische Auswertungen berücksichtigte, und gründete später im Eindruck der anhaltenden Versorgungsprobleme und Hygienezustände sogar einen gemeinnützigen Bauverein.
Auf sein Zutun hin gründete bereits Mitte Januar 1895 das Ehepaar Louis (1825–1904) und Christiane Schlutter die „Land-Bezirkskrankenhaus-Stiftung der Familie Schlutter“, die mit erheblichen Streitigkeiten einherging. Im Auftrag der Stiftung erarbeitete Weisker die Baupläne und unterstützte die Umsetzung. Architekt war der Königliche Baurat Heino Schmieden. Daraus entstanden in den nachfolgenden Jahren die Milbitzer Heilanstalten, ursprünglich eine Lungenklinik, deren Leiter „auf Lebenszeit“ er wurde. Kurz nach Bekanntwerden der Besetzung auf Lebenszeit richtete der Geraer Ärzteverein eine Denkschrift an den Erbprinzen Heinrich XXVII. Reuß. Weisker erwiderte mit einer Denkschrift, die zu einem erneuten Streit mit dem Geraer Ärzteverein führte. Die Eröffnung der Milbitzer Heilanstalten fand am 11. November 1899 statt. Nach Streitigkeiten mit dem Stifter und der Krankenhauskommission wurde Weisker nach nur zwei Jahren gekündigt. Anschließend war er wieder als niedergelassener Arzt tätig.
Zusammen mit einem befreundeten Arzt wollte er, nach dem Tode der Kaiserin Elisabeth von Oesterreich, die Villa Achilleion auf Korfu erwerben, um dort ein Sanatorium einzurichten. Allerdings ging der Wiener Hof nicht auf seine Offerte ein.
Weisker war Mitglied der NLP. 1906 erklärte er seine Kandidatur für den Reichstag im Reichstagswahlkreis Reuß jüngerer Linie, zog aber zugunsten des Einheitskandidaten Max Horn zurück, mit dem er schon juristisch bei der Stiftungsurkunde für die Milbitzer Heilanstalten zusammengearbeitet hatte. Ein Jahr später kandidierte er für den Landtag Reuß jüngerer Linie, verlor aber die Abstimmung gegen Wilhelm Leven. Dennoch kandidierte er 1910 erneut, verpasste nur knapp den Einzug in den Landtag, konnte aber Ende 1912 nachrücken, da der langjährige Landtagspräsident und Parteifreund Weiskers Ludwig Walther Fürbringer (1830–1913) sein Mandat zurückzog. 1913 kandidierte er wieder für den Landtag und konnte erneut einziehen.
Weisker engagierte sich in Gera für den Bau einer Gartenstadt nach englischem Vorbild. 1911 initiierte er eine Gartenstadtausstellung im Gymnasium Rutheneum (heute Goethe-Gymnasium). Noch im gleichen Jahr gründete er gemeinsam mit Professor August Uhl († 1927) den Gemeinnützigen Bauverein für Reuß j. L., in dessen Vorstand er gewählt wurde. Für den Bau der Gartenstadt warb er unentwegt bei den Geraer Fabrikanten um zinsgünstiges Kapital. Ab 1912 entstand nach den Ideen Weiskers der neue Geraer Stadtteil Heinrichsgrün als erste Gartenstadt Thüringens.
Gut ein Jahr vor seinem Tod wurde bei ihm Rückenmarkschwindsucht diagnostiziert. Ein viermonatiger Aufenthalt in einer Heilanstalt in Bad Blankenburg brachte keinen Erfolg. Im Frühjahr 1919 wurde er in das Genesungshaus in Stadtroda eingewiesen, wo er im Dezember des Jahres an einer Herzschwäche infolge seiner Krankheit verstarb.
Er war Mitglied der Gesellschaft Deutscher Naturforscher und Ärzte.

## Würdigung
1926 wurde der Händelplatz in Heinrichsgrün in Dr.-Weisker-Platz umbenannt und 1950 wieder zurückbenannt. Zu seinem 67. Geburtstag wurde am 11. Mai 1930 im Geraer Stadtteil Heinrichsgrün ein Gedenkstein enthüllt.
2005 wurde der Namensvorschlag für einen Sportneubau als Dr.-Clemens-Weisker-Sportstätte zurückgewiesen. Ebenso wurde später die Benennung eines neuen Weges in Dr.–Weisker–Steg abgelehnt. Seit 2008 trägt ein Triebfahrzeug der Straßenbahn Gera ihm zu Ehren seinen Namen.

## Werke (Auswahl)
- Pathologische Beziehungen der Nierenbänder zur Gallenblase und ihre Ausführungsgängen. Dissertation, Schmidt’s Jahrbücher der in- und ausländischen gesammten Medicin, Bände 219–220, Hirzel, 1888, S. 249 ff.
- Die moralische und materielle Not der deutschen Ärzte und ein Trauerspiel aus ihrem Vereinsleben. Gera-Untermhaus, 1895. Darauf eine Erwiderung Dr. Weisker im Lichte der Wahrheit, 1895.
- Die Sanierung von Groß–Gera. XI. Fürstliche Reuß–Geraer Zeitung, 1912.

## Weblink
- Daten zu Clemens Weisker auf Gera-Chronik.de